# 20th Anniversary Tour
El 20th Anniversary Tour (originalmente conocido como Neighborhoods Tour) es la undécima gira de conciertos de la banda pop punk estadounidense Blink-182.

## Fechas de la gira
| Fecha                    | Ciudad           | País              | Lugar                                     |
| ------------------------ | ---------------- | ----------------- | ----------------------------------------- |
| Norteamérica             |                  |                   |                                           |
| 16 de agosto de 2011     | Montreal         | Canadá            | Bell Centre                               |
| 17 de agosto de 2011     | Toronto          | Canadá            | Molson Canadian Amphitheatre              |
| 25 de agosto de 2011     | Winnipeg         | Canadá            | MTS Centre                                |
| 26 de agosto de 2011     | Saskatoon        | Canadá            | Credit Union Centre                       |
| 27 de agosto de 2011     | Edmonton         | Canadá            | Rexall Place                              |
| 28 de agosto de 2011     | Calgary          | Canadá            | Scotiabank Saddledome                     |
| 29 de octubre de 2011    | Nueva Orleans    | Estados Unidos    | City Park                                 |
| Europa                   |                  |                   |                                           |
| 7 de junio de 2012       | Birmingham       | Inglaterra        | National Indoor Arena                     |
| 8 de junio de 2012       | Londres          | Inglaterra        | The O2 Arena                              |
| 9 de junio de 2012       | Londres          | Inglaterra        | The O2 Arena                              |
| 12 de junio de 2012      | Dublín           | Irlanda           | The O2                                    |
| 13 de junio de 2012      | Belfast          | Irlanda del Norte | Odyssey Arena                             |
| 15 de junio de 2012      | Mánchester       | Inglaterra        | Manchester Arena                          |
| 16 de junio de 2012      | Birmingham       | Inglaterra        | LG Arena                                  |
| 17 de junio de 2012      | Sheffield        | Inglaterra        | Motorpoint Arena Sheffield                |
| 19 de junio de 2012      | Newcastle        | Inglaterra        | Metro Radio Arena                         |
| 20 de junio de 2012      | Glasgow          | Escocia           | Scottish Exhibition and Conference Centre |
| 23 de junio de 2012      | Neuhausen ob Eck | Germany           | Neuhausen ob Eck Airfield                 |
| 24 de junio de 2012      | Scheeßel         | Germany           | Eichenring                                |
| 25 de junio de 2012      | Essen            | Germany           | Grugahalle                                |
| 26 de junio de 2012      | Frankfurt        | Germany           | Festhalle Frankfurt                       |
| 28 de junio de 2012      | Werchter         | Bélgica           | Werchter Festival Grounds                 |
| 30 de junio de 2012      | Berlín           | Alemania          | Max-Schmeling-Halle                       |
| 1 de julio de 2012       | Arras            | Francia           | Citadelle d'Arras                         |
| 3 de julio de 2012       | Milán            | Italia            | Mediolanum Forum                          |
| 4 de julio de 2012       | Lucca            | Italia            | Piazza Napoleone                          |
| 5 de julio de 2012       | Zúrich           | Suiza             | Hallenstadion                             |
| 7 de julio de 2012       | Bournemouth      | Inglaterra        | Windsor Hall                              |
| 8 de julio de 2012       | Bodelva          | Inglaterra        | Eden Project                              |
| 10 de julio de 2012      | Cardiff          | Gales             | Motorpoint Arena Cardiff                  |
| 11 de julio de 2012      | Nottingham       | Inglaterra        | Capital FM Arena Nottingham               |
| 12 de julio de 2012      | Liverpool        | Inglaterra        | Echo Arena Liverpool                      |
| 14 de julio de 2012      | Esch-sur-Alzette | Luxemburgo        | Rockhal                                   |
| 17 de julio de 2012      | Nîmes            | Francia           | Arena of Nîmes                            |
| 19 de julio de 2012      | Barcelona        | España            | Sant Jordi Club                           |
| 20 de julio de 2012      | Madrid           | España            | Palacio de Deportes                       |
| 21 de julio de 2012      | Lisboa           | Portugal          | Pavilhão Atlântico                        |
| 24 de julio de 2012      | Mánchester       | Inglaterra        | O2 Apollo Manchester                      |
| 25 de julio de 2012      | Londres          | Inglaterra        | O2 Academy Brixton                        |
| Norteamérica             |                  | Inglaterra        |                                           |
| 13 de septiembre de 2012 | Thackerville     | Estados Unidos    | WinStar Global Center                     |
| 14 de septiembre de 2012 | Thackerville     | Estados Unidos    | WinStar Global Center                     |
| 28 de septiembre de 2012 | Las Vegas        | Estados Unidos    | Boulevard Pool                            |
| 29 de septiembre de 2012 | Las Vegas        | Estados Unidos    | Boulevard Pool                            |
| Oceania                  |                  |                   |                                           |
| 20 de febrero de 2013    | Sídney           | Australia         | Allphones Arena                           |
| 22 de febrero de 2013    | Brisbane         | Australia         | Brisbane Exhibition Ground                |
| 23 de febrero de 2013    | Brisbane         | Australia         | Brisbane Exhibition Ground                |
| 24 de febrero de 2013    | Sídney           | Australia         | Sydney Olympic Park                       |
| 26 de febrero de 2013    | Melbourne        | Australia         | Sidney Myer Music Bowl                    |
| 27 de febrero de 2013    | Melbourne        | Australia         | Sidney Myer Music Bowl                    |
| 1 de marzo de 2013       | Melbourne        | Australia         | Flemington Racecourse                     |
| 2 de marzo de 2013       | Adelaida         | Australia         | Bonython Park                             |
| 4 de marzo de 2013       | Perth            | Australia         | Claremont Showgrounds                     |
| Norteamérica             |                  |                   |                                           |
| 31 de agosto de 2013     | Calgary          | Canadá            | Fort Calgary                              |
| 1 de septiembre de 2013  | Edmonton         | Canadá            | Northlands Grounds                        |
| 6 de septiembre de 2013  | Montclair        | Estados Unidos    | Wellmont Theatre                          |
| 7 de septiembre de 2013  | Atlantic City    | Estados Unidos    | Ovation Hall                              |
| 8 de septiembre de 2013  | Uncasville       | Estados Unidos    | Mohegan Sun Arena                         |
| 10 de septiembre de 2013 | Sayreville       | Estados Unidos    | Starland Ballroom                         |
| 11 de septiembre de 2013 | Brooklyn         | Estados Unidos    | Music Hall of Williamsburg                |
| 12 de septiembre de 2013 | Bethlehem        | Estados Unidos    | Sands Bethlehem Event Center              |
| 14 de septiembre de 2013 | Humboldt Park    | Estados Unidos    | Riot Fest                                 |
| 18 de septiembre de 2013 | Santa Bárbara    | Estados Unidos    | Santa Barbara Bowl                        |
| 19 de septiembre de 2013 | Las Vegas        | Estados Unidos    | Boulevard Pool                            |
| 20 de septiembre de 2013 | Chula Vista      | Estados Unidos    | Sleep Train Amphitheatre                  |
| 20 de junio de 2014      | Montebello       | Canadá            | Montebello Arena                          |
| Europa                   |                  |                   |                                           |
| 6 de agosto de 2014      | Londres          | Reino Unido       | Brixton Academy                           |
| 7 de agosto de 2014      | Lokeren          | Bélgica           | Grote Kaai                                |
| 8 de agosto de 2014      | Londres          | Reino Unido       | Brixton Academy                           |
| 11 de agosto de 2014     | Budapest         | Hungría           | Óbudai-Sziget                             |
| 13 de agosto de 2014     | Übersee          | Alemania          | Festivalgelände Übersee                   |
| 14 de agosto de 2014     | Sankt Pölten     | Austria           | Green Park                                |
| 15 de agosto de 2014     | Praga            | República Checa   | Tipsport Arena                            |
| 16 de agosto de 2014     | Leipzig          | Alemania          | Störmthaler See                           |
| 18 de agosto de 2014     | Stuttgart        | Alemania          | Schleyerhalle                             |
| 19 de agosto de 2014     | Dortmund         | Alemania          | Westfalenhallen 1                         |
| 20 de agosto de 2014     | Hamburgo         | Alemania          | Trabrennbahn Bahrenfeld                   |
| 22 de agosto de 2014     | Leeds            | Reino Unido       | Bramham Park                              |
| 24 de agosto de 2014     | Reading          | Reino Unido       | Little Johns Farm                         |
| Norteamérica             |                  |                   |                                           |
| 11 de octubre de 2014    | Las Vegas        | Estados Unidos    | MGM Resorts Village                       |